# Diversidad sexual en Palestina
Los derechos de las personas LGBT en el Estado de Palestina sigue siendo uno de los problemas de derechos humanos en Medio Oriente. Aunque la homosexualidad no esta prohibida en la mayor parte de Palestina, no hay protecciones legales. En la Franja de Gaza, concretamente, la homosexualidad es ilegal para los hombres, mientras que la homosexualidad femenina no está criminalizada en ninguna parte de Palestina. A nivel social, aunque hay palestinos que respetan la diversidad sexual, es un tema mayormente tabú en la sociedad palestina. La Franja de Gaza utiliza el Código Penal británico de 1936, que fue adoptado durante el Mandato Británico de Palestina. El artículo 152 criminaliza las relaciones sexuales entre hombres y establece penas de hasta 10 años de cárcel para aquellos que sean encontrados culpables.

## Ley criminal y derechos civiles
Palestina formó parte del Imperio Otomano hasta su partición tras la I Guerra Mundial. Existen numerosos testimonios homoeróticos de todo este período que indican que, aunque reprobada por las autoridades religiosas, la homosexualidad era una práctica común entre las élites políticas en el ámbito privado. En 1858, durante las reformas del Tanzimat, se aprobó el primer Código Penal, descriminalizando la homosexualidad en todo el territorio otomano.
Tras la disolución del Imperio otomano, el mandato británico impuso el Código Penal británico en 1936 cuyo artículo 152 penalizaba la sodomía con hasta 10 años de prisión, lo cual se mantiene en la Franja de Gaza. En 1951, tras la guerra árabe-israelí de 1948, Cisjordania adoptó la legislación jordana, descriminalizando de esta manera la homosexualidad y estableciendo la igualdad en la edad de consentimiento sexual a los 16 años, pero prohibió cualquier tipo de actividad pública por ser "nocivas para los altos valores e ideales de la sociedad palestina". La homosexualidad femenina nunca estuvo penalizada.
Los Territorios Palestinos no tienen una legislación de derechos civiles específica e independiente que proteja a las personas LGBT de la discriminación o el acoso. Mientras que se informa que cientos de palestinos homosexuales huyen a Israel debido a la hostilidad que enfrentan en Palestina, también han estado sujetos a arresto domiciliario o deportación por parte de las autoridades israelíes, debido a la inaplicabilidad de la ley de asilo a áreas o naciones en que Israel está en conflicto.
De acuerdo con un compendio de 2010 de leyes contra la homosexualidad producido por la Asociación Internacional de Lesbianas, Gays, Bisexuales, Transexuales e Intersex (ILGA), la despenalización de la homosexualidad en Palestina es un mosaico. Por un lado, los actos homosexuales fueron despenalizados en Cisjordania que estaba controlada por Jordania en 1951 y continúan siéndolo hasta el día de hoy. Por otro lado, en la Franja de Gaza, la Ordenanza sobre el Código Penal del Mandato Británico, Nº 74 de 1936, sigue en vigor y proscribe la homosexualidad entre hombres, aunque las mujeres lesbianas no están sujetas a este código y sus relaciones por lo tanto, técnicamente, no son ilegales. Palestina no tiene leyes de derechos civiles que protejan a las personas LGBT de la discriminación o el acoso.
La Autoridad Palestina no ha legislado ni a favor ni en contra de la homosexualidad, aunque "en el plano legal, el Presidente de la Autoridad Palestina emitió su primera decisión el 20 de mayo de 1994 que disponía que la legislación y leyes vigentes antes del 5 de junio de 1967 en Cisjordania y la Franja de Gaza seguiría siendo efectiva"- y, en línea con casi todas las demás leyes palestinas, el confuso legado legal de la ocupación extranjera - otomano, británico, jordano, egipcio e israelí - sigue determinando la aplicación errática o la no aplicación del ley de la homosexualidad en cada uno de los territorios.
Un palestino gay llamado Saif dijo que "... la policía de la Autoridad Palestina local está al tanto y mantiene archivos sobre él y otros homosexuales, chantajeándolos para que trabajen como espías e informantes". Él informa historias "de chicos a los que se llamaba al azar y se les decía que ingresen a las estaciones de policía de la Autoridad Palestina, con amenazas de que sus familias se enterarían de su sexualidad si no aparecían".
El mismo informe señaló que la inteligencia israelí le ofreció a otro hombre gay palestino entrada libre a Israel de forma continua para visitar a su novio israelí si proporcionaba "los nombres de los organizadores (sic), las personas religiosas en las aldeas y los nombres de niños arrojando piedras en jeeps militares israelíes". El informe señala que la inteligencia israelí había estado rastreando su ubicación a través de su teléfono celular. El hombre no cooperó, a pesar del temor de que los israelíes revelaran su sexualidad a su familia y comunidad, que lo rechazarían. No se informa si se divulgó algo posteriormente.
En 2016, Mahmoud Ishtiwi fue ejecutado por Hamás por los delitos de sexo homosexual y robo. Ishtiwi había sido un miembro prominente de la unidad armada de Hamás.

## VIH y sida
En 1998 se estableció un programa nacional palestino de salud sobre el SIDA y el VIH. El Doctor Ezzat Gouda es el médico actual que se centra en las enfermedades de transmisión sexual para el Ministerio de Salud Palestino. Los informes afirman que muy pocas personas se han infectado desde 1987, y que las personas infectadas se enfrentan a prejuicios y escasez de medicamentos.
En 2003, un informe del Ministro de Salud palestino hizo algunas referencias a las infecciones, bajo "enfermedades transmisibles".

## Activismo

### Asociaciones
En 2001 se fundó en Jerusalén Al-Qaws (القوس, Arcoíris en árabe), la primera asociación LGBTI de Palestina, con el fin de abordar los problemas específicos a los que se enfrentan las personas que son tanto LGBTI como palestinas. Desde su fundación, ha expandido sus actividades sociales a otras ciudades como Haifa, Jaffa y algunas zonas de Cisjordania, desde las que proveen de diferentes servicios, así como de información y asesoramiento telefónico.
En 2002 se formó Aswat (أصوات, Voces), una sección de mujeres lesbianas dentro de la organización feminista Kayan (كيان) en Haifa. Aswat comenzó como un correo electrónico anónimo de apoyo a mujeres lesbianas palestinas y se fue desarrollando hasta formar un grupo que se reúne mensualmente. Además, organizan diferentes charlas y eventos educativos. Aswat traduce y publica textos originales sobre sexualidad e identidad de género inéditos en árabe. En su página web alberga la mayor colección de textos en árabe relacionados con la homosexualidad. Aswat trabaja por la concienciación de la interseccionalidad entre las identidades de “mujer”, “palestina” y “homosexual”.
En 2005 se formó Queers Palestinos por el Boicot, la Desinversión y las Sanciones contra Israel (BDS), denunciando el pinkwashing que realiza Israel al instrumentalizar los derechos LGBTI con fines propagandísticos. Además, proveen de un espacio abierto para debatir sobre la resistencia palestina contra Israel en un contexto queer.
En 2015, un artista palestino llamado Khaled Jarrar pintó una bandera del arco iris en una sección de un muro de Cisjordania. Un grupo de palestinos pintó sobre él, borrándolo. Jarrar dijo que pintó la bandera del arco iris para recordar a la gente que aunque el matrimonio igualitario fue legalizado en los Estados Unidos, los palestinos todavía viven en la ocupación. Jarrar criticó la pintura, afirmando que "refleja la ausencia de tolerancia y libertades en la sociedad palestina".

## Medios y referencias culturales
Desde 2015 Aswat organiza en Haifa el Kooz queer fest, el primer festival de cine LGBTI palestino. Existen varias películas que tratan la diversidad sexual palestina y su relación con Israel:
- La burbuja (2006), de Eytan Fox, sobre dos gais, uno israelí y otro palestino, y los prejuicios a los que se enfrentan.[27]

- Out in the Dark (2012), de Michael Mayer, sobre la relación de un abogado israelí y un estudiante palestino.[28]

- Oriented (2015), documental de Jake Witzenfeld, sobre tres gays palestinos y las contradicciones de ser homosexuales, palestinos y vivir en Israel.[29][30]

- Bar Bahar. Entre dos mundos (2016), de la directora palestina Maysaloun Hamoud, sobre tres compañeras de piso palestinas viviendo en Tel Aviv.[31]

## Condiciones sociales
En general, las personas LGBTI se enfrentan a rechazo, hostilidad y hasta violencia física en Palestina. Ante esta situación, muchas personas LGBTI prefieren abandonar Palestina para establecerse en Israel. Sin embargo, allí también se enfrentan a ser deportadas y a que las autoridades israelíes utilicen su condición sexual como chantaje y extorsión, obligándolas a convertirse en colaboradores e informadores de Israel a cambio de no revelar su condición sexual a sus familias o de no ser expulsadas del país.